# Gołąbek brązowofioletowawy
Gołąbek brązowofioletowawy (Russula firmula Jul. Schäff.) – gatunek grzybów należący do rodziny gołąbkowatych (Russulaceae).

## Systematyka i nazewnictwo
Pozycja w klasyfikacji według Index Fungorum: Russula, Russulaceae, Russulales, Incertae sedis, Agaricomycetes, Agaricomycotina, Basidiomycota, Fungi.
Po raz pierwszy opisał go w 1940 r. Julius Schäffer we Francji i nadana przez niego nazwa naukowa jest aktualna. Synonim:
Russula firmula var. ocellata Romagn.1953:
Alina Skirgiełło w 1991 r. podała polską nazwę gołąbek niezawodny, Władysław Wojewoda w 2003 r. zmienił ją na gołąbek brązowofioletowawy.

## Morfologia
Kapelusz
Średnica 3,3–4,2 cm (8) cm, kształt początkowo wypukły z podwiniętym brzegiem, ale szybko płaskowypukły z prostym brzegiem, później wklęsły, na koniec silnie wklęsły, często nieregularny, a nawet asymetryczny, bez garbka. Powierzchnia matowa, na początku brązowoszarawa z ciemniejszym i nieco bardziej oliwkowym środkiem, następnie przechodząca w jasno lub ciemnofioletowoszarą z ciemnym środkiem, ostatecznie ewoluująca do szarawofioletowej na brzegu i mniej więcej z oliwkowym odcieniem w środku. Często zdarza się, że marginalny fioletowy pierścień kontrastuje z resztą powierzchni. Wskutek wysychania kapelusz eksykatów staje się bardzo ciemnofioletowy, czarnofioletowy. Skórka dość przyrośnięta, ale dająca się oddzielić na brzegu, początkowo sucha i nawet nieco oprószona na krawędziach, ale dość wyraźnie błyszcząca pod wpływem deszczu lub u starszych okazów.
Blaszki
Początkowo cienkie i gęste, następnie rzadkie, dość grube, z kilkoma rozwidleniami, zwłaszcza w pobliżu trzonu, ale czasami także w innych miejscach, wyraźnie zaokrąglone, faliste w miejscu przyczepu, tępe z przodu, o szerokości tylko 4–6 mm, maślanożółte ze złotożółtymi refleksami, jasnopomarańczowożółte. Ostrza całe, jaśniejsze z żyłkami na końcu.
Trzon
Wysokość 4–12 cm, grubość 1–1,5 cm, często nieregularny, dość zniekształcony, często nieco pogrubiony przed nasadą, początkowo mocny i pełny, następnie watowaty. Powierzchnia pokryta białymi grudkami, dość pomarszczona, szczególnie na górze, ale czasami dość szorstka na całej długości.
Miąższ
Gruby, jędrny, biały, często pod skórką przy brzegu kapelusza z fioletowoszarym odcieniem i zielonkawy w środku, dyskretnie przechodzący w żółty. Ma silny zapach jabłek i ostry smak. Z gwajakolem reaguje dość powoli, w FeSO4 przebarwia się na brudnoczerwonawo.
Cechy mikroskopowe
Podstawki 45–52 × 11–12,7 µm. Bazydiospory 8–10,5 × 8–8,25 µm, odwrotnie jajowate, brodawkowate, z brodawkami różnej wielkości, do 0,5 µm wysokości, czasami samotnymi, czasami połączonymi cienkim łącznikiem, wyraźnie amyloidalne. Wyrostek wnęki 1,25–1,75 × 1,25–1,5 µm, hilum mniej lub bardziej zaokrąglone, o średnicy 3 µm, brodawkowate na brzegu, wyraźnie amyloidalne. Cystydy wąskie, 8,5–10–(11,7) × 65–90 µm, cylindryczne, z cylindrycznym lub zaokrąglonym wyrostkiem, dobrze zróżnicowane. Skórka z dość regularnymi strzępkami, z kilkoma strzępkami mlecznymi, epikutis z nieco smukłymi włoskami o średnicy 2,7–4 µm, tępymi, nie spiczastymi, ale często zwężającymi się ku górze, bardzo rzadko główkowatymi, z krótką główką (np. 15–25 µm długości) i rozgałęzione dość blisko wierzchołka, bez uchyłków. Dermatocystydy średniej wielkości, niektóre cylindryczne lub maczugowate, na ogół bez wyrostków, o szerokości 5,7–9,2 µm, inne (dość liczne u młodych osobników) nieregularnie rozszerzone u góry do 13–15 µm, z ostrymi zwężeniami w niektórych miejscach.

## Występowanie i siedlisko
Występuje w Ameryce Północnej i Europie. Najwięcej stanowisk podano w Europie i jest tutaj szeroko rozprzestrzeniony. W Polsce W. Wojewoda w 2003 r. przytoczył 3 stanowiska, w późniejszych latach podano następne. Aktualne stanowiska podaje także internetowy atlas grzybów. Znajduje się w nim na liście gatunków zagrożonych i wartych objęcia ochroną.
Naziemny grzyb mykoryzowy, występujący w lasach świerkowo-jodłowo-bukowych.

## Znaczenie
Gołąbek brązowofioletowawy ma ostry smak. Gołąbki o ostrym smaku są uważane za grzyby niejadalne, niektóre z nich są także grzybami trującymi, jednak na Ukrainie gołąbek ten uważany jest za jadalny. Gołąbki i mleczaje o ostrym smaku są tam poddawane kiszeniu.